# Ampelocissus verschuerenii
Ampelocissus verschuerenii är en vinväxtart som beskrevs av De Wild.. Ampelocissus verschuerenii ingår i släktet Ampelocissus och familjen vinväxter. Inga underarter finns listade i Catalogue of Life.